# Albrechtsberg an der Großen Krems
Albrechtsberg an der Großen Krems osztrák mezőváros Alsó-Ausztria Kremsvidéki járásában. 2025 januárjában 989 lakosa volt. 

## Elhelyezkedése

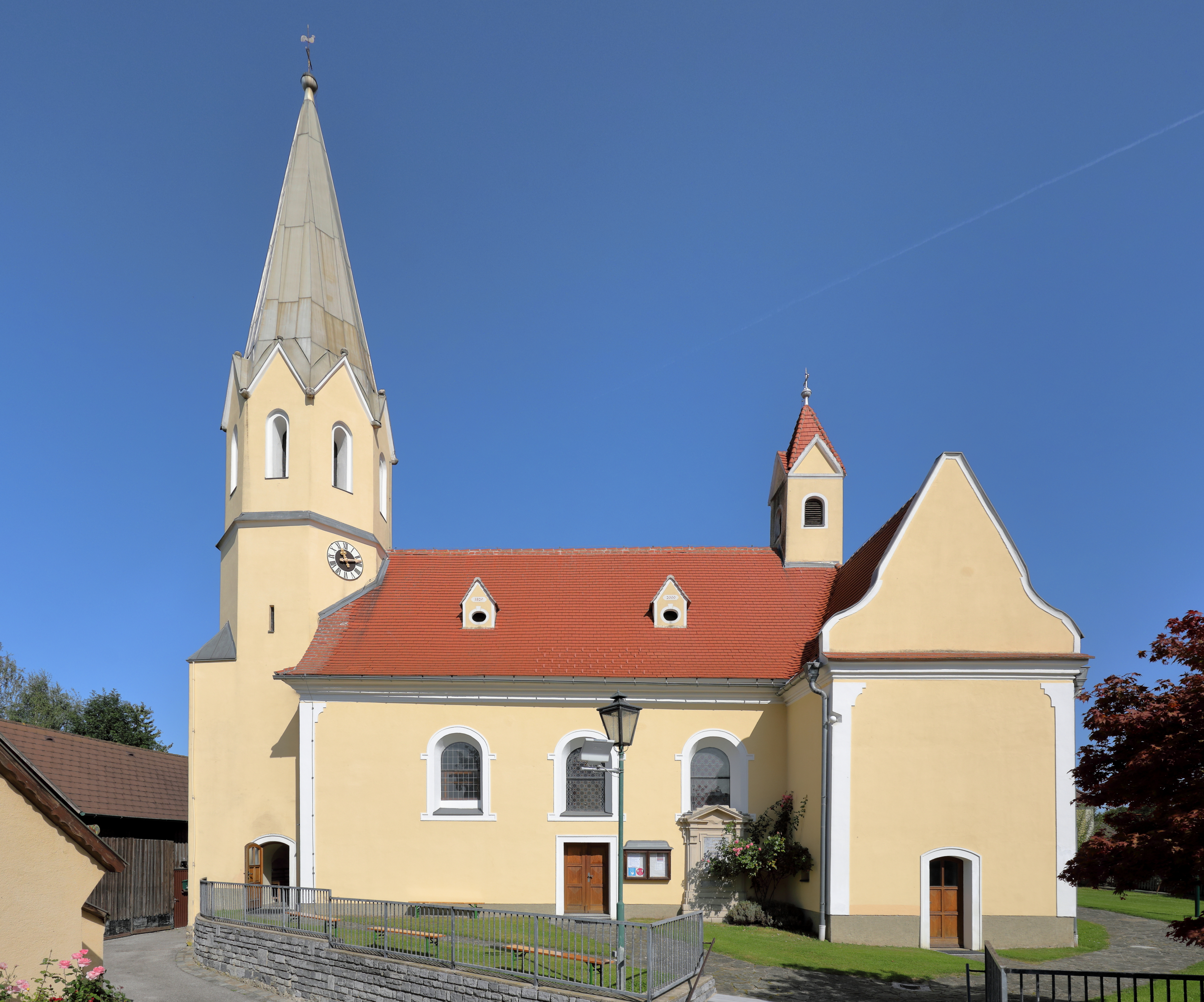
A Szt. Pongrác-plébániatemplom

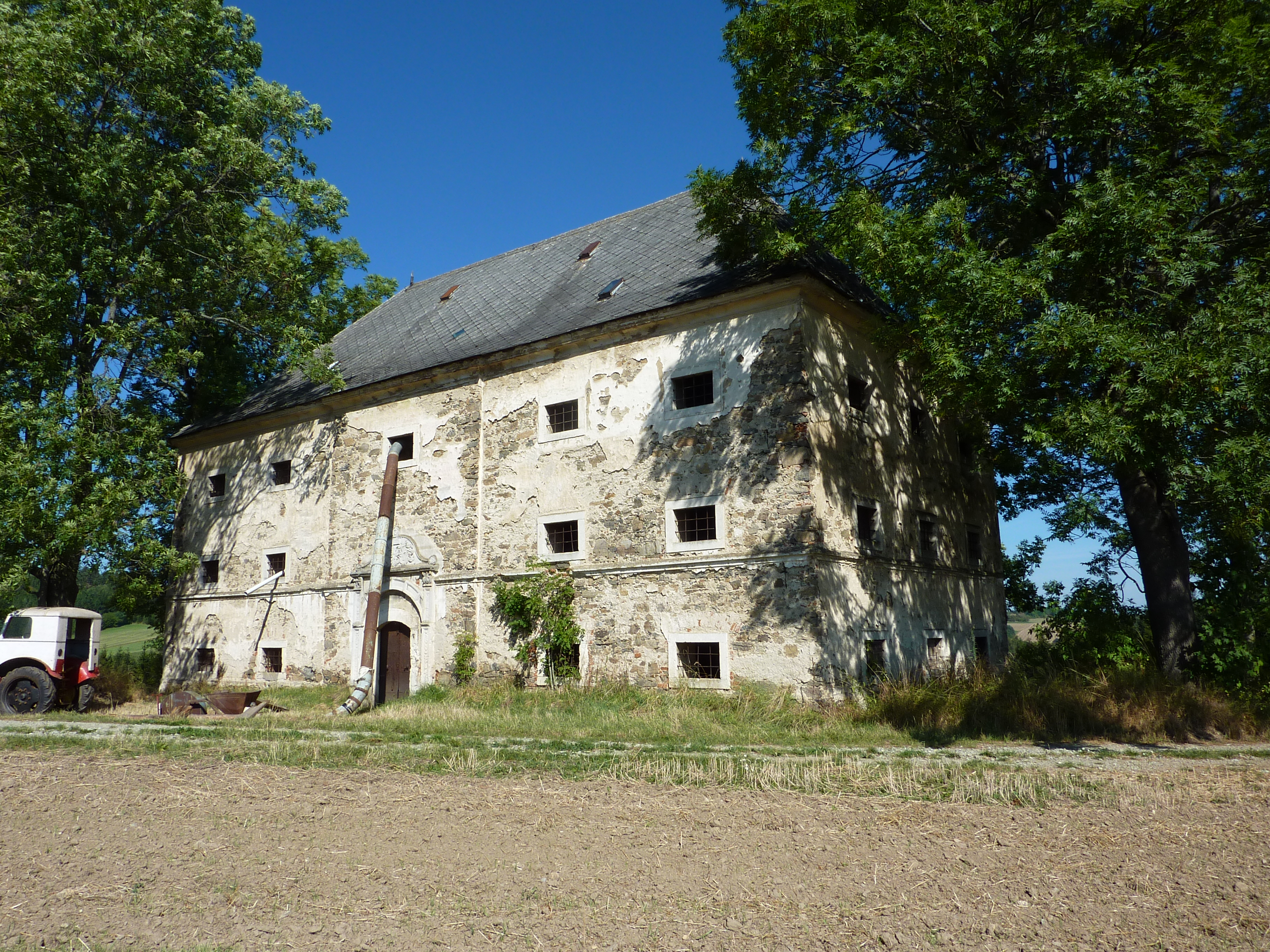
Az elsi magtár

Albrechtsberg an der Großen Krems a tartomány Waldviertel régiójában fekszik. Területének 42%-a erdő, 52,5% áll mezőgazdasági művelés alatt. Az önkormányzat 10 települést egyesít: Albrechtsberg an der Großen Krems (292 lakos 2025-ben), Arzwiesen (41), Attenreith (81), Els (158), Eppenberg (84), Gillaus (130), Harrau (33), Klein-Heinrichschlag (85), Marbach an der Kleinen Krems (56) és Purkersdorf (29).
A környező önkormányzatok: északra Lichtenau im Waldviertel, északkeletre Gföhl, délkeletre Weinzierl am Walde, nyugatra Kottes-Purk.

## Története
Albrechtsberget 1230-ban említik először egy bizonyos Konrad von Albrechtsperge nevében. A vár és a mellette fekvő falu a 14. században a Starhemberg családra szállt, akik 1377-ben eladták Ulrich von Neideggnek; leszármazottai 150 évig birtokolták az uradalmat. 1380 körül a falu saját egyházközséget kapott. A vár a huszita háborúk során súlyosan megrongálódott, majd a 15. században felújították és átalakították.
1527-ben a Peuckham család szerezte meg, akik tovább építették, bővítették a várat. Mivel ők protestánsok voltak, a harmincéves háború kezdetén, 1619-ben birtokukat feldúlták a császári csapatok. 1695-től Hans Karl Ignaz Lempruch volt a tulajdonos, akinek leszármazottai csak az 1950-es években adták el a várat. Ma az épület magántulajdonban van, ezért a plébániatemplom kivételével nem látogatható.
Albrechtsberg 2004-ben kapta a címerét. 

## Lakosság
Az Albrechtsberg an der Großen Krems-i önkormányzat területén 2025 januárjában 989 fő élt. Lakosságszáma 1934 óta csökkenő tendenciát mutat. 2022-ben az ittlakók 96,6%-a volt osztrák állampolgár; a külföldiek közül 0,6% a régi (2004 előtti), 2,1% az új EU-tagállamokból érkezett. 0,7% egyéb ország polgára volt. 2001-ben a lakosok 95,7%-a római katolikusnak, 0,5% evangélikusnak, 3,2% pedig felekezeten kívülinek vallotta magát. Ugyanekkor a legnagyobb nemzetiségi csoportot a német anyanyelvűeken (99,8%) kívül a szlovének alkották 1 fővel.  
A népesség változása:

| 2016 | 1 037 |
| 2018 | 1 036 |

## Látnivalók
- az albrechtsbergi vár és a benne található Mária mennybevétele-plébániatemplom
- az elsi Szt. Pongrác-plébániatemplom
- az elsi magtár a 16. században épült